# 냉장고 나라 코코몽의 등장인물 목록
다음은 냉장고 나라 코코몽의 등장인물 목록이다. 본편이 1기부터 3기로 완전히 끝난 것을 반영하여 3기 이후의 시즌에 대한 언급은 일체 서술하지 않는다.

## 등장인물

### 선역
- 코코몽(성우: 정선혜) : 모티브는 소시지 + 원숭이. 주인공. 발명을 좋아하는 개구쟁이이며, 2기부터 세균킹과 힘을 합쳐 대결을 한다.
- 아로미(성우: 양정화) : 모티브는 삶은 달걀 + 토끼. 코코몽과 같은 주인공이고, 예쁘고 귀여운 소녀이며 시즌 2부터는 리본을 달고 다닌다.
- 케로(성우: 김장) : 조연. 모티브는 당근 + 당나귀. 노래가 특기이며 말버릇은 "~지 뭐니."이다.
- 아글(성우: 신용우) : 조연. 모티브는 오이 + 악어[1]. 요리를 잘한다. 애들한테 맛있는 요리를 만들어 대접한다.
- 두리(성우: 홍범기) : 조연. 모티브는 무 + 버섯 + 하마. 그림그리기가 특기이고, 느긋한 성격이다.
- 파닥(성우: 류점희) : 조연. 모티브는 대파 + 닭. 파닥파닥 날뛴다. 또 "파닭~"하는 말 버릇이 있다. 성별은 처음엔 확인이 불가능했으나 이후 남성임이 밝혀졌다.
- 두콩(성우: 최준영), 세콩(성우: 이자명), 네콩(성우: 한채언) : 조연. 모티브는 완두콩 + 돼지(시즌 1), 너구리(시즌 2, 시즌 3). 완두콩 삼형제. 장난꾸러기이지만 언제나 활발하다. 먹을 것을 좋아한다.
- 토리(성우: 이현진) : 시즌 1, 그리고 시즌 1 시점인 헬로코코몽 시즌 1에서만 등장. 시즌 2부터 하차. 모티브는 도토리 + 명금류.
- 오몽(성우: 정혜옥) : 조연. 모티브는 새우튀김 + 강아지. 코코몽의 반려견이다. 개답게 언제나 짖거나 "오몽~" 거린다.
- 로보콩(성우: 없음(시즌 2)~정미라(시즌 3)) : 코코몽이 만든 로봇이며, 쓰러졌을 때 채소와 과일을 먹으면 힘이 솟는다. 후술할 다크팡과 반대로, 시즌 3에서는 등장할 때마다 말을 하게 되었다.
- 투니(성우: 정혜옥) : 시즌 3에서 새로 등장. 모티브는 참치, 배려심이 많다.

### 악역
- 세균킹(성우: 전태열, 양정화[2]) : 시즌 2에서부터 등장하는 악당. 모티브는 곰팡이 핀 귤 + 생쥐. 온갖 발명을 해서 싱싱마을을 엉망으로 만든다. 어렸을 때 곰팡이 핀 쥐라는 이유로 왕따를 당한 적이 있다.
- 캔디팡(성우: 장은숙) : 세균킹의 부하. 성별은 여자. 모티브는 딸기 사탕 + 고양이. 자기가 아로미보다 더 예쁘다고 독백을 한다. 악역이지만 츤데레 성격이다.
- 감자팡(성우: 정영웅) : 세균킹의 부하. 모티브는 싹난 감자 + 썩은 고기의 꼬리를 가진 비버. 채소와 과일보다는 달고 기름진 것을 좋아한다. 악역이지만 조금 어리석기도 한 성격이다.
- 다크팡(성우: 없음~이민규(3기 25화~26화)[3]) : 헬로코코몽 2기에서 단역으로 등장했다가, 시즌3 한정으로 주요 악당으로 등장하는 로봇으로 세균킹이 만들었다. 마지막 화 한정으로 음성이 존재하나, 로보콩과 반대로 직접적인 대사를 하지 않고 으웡대는 소리만 냈다.